# Vinnie Paz
Vinnie Paz, właściwie Vincenzo Luvineri (ur. 5 października 1977 w Agrigento) – amerykański raper pochodzenia włoskiego, MC, członek filadelfijskiej undergroundowej grupy hip-hopowej Jedi Mind Tricks oraz lider supergrupy Army of the Pharaohs.
Pierwotnie występował pod pseudonimem Ikon The Verbal Hologram, następnie zmienił go na Vinnie Paz. Luvineri zaczynał swoją karierę na nielegalnych produkcjach wraz ze Stoupe’em w piwnicy. Jego teksty często skupiają się na poglądach religijnych, wojnach (np. w Iraku, Wietnamie), czy postępowaniach parlamentu.

## Dyskografia

### Albumy studyjne
- Season of the Assassin (2010)
- God of the Serengeti (2012)
- The Cornerstone of the Corner Store (2016)
- The Pain Collector (2018)
- As Above So Below (2020)
- Burn Everything That Bears Your Name (2021)
- Tortured in the Name of God's Unconditional Love (2022)

### Minialbumy
- Prayer for the Assassin (2010)
- Carry on tradition (2013)

### Albumy wspólne
- Heavy Metal Kings (2011) (z Ill Bill)[4]

### Mixtape’y
- Pazmanian Devil (2005)
- The Sound and the Fury (2006)
- Before the Assassin (2010)
- Fires of the Judas Blood (2010)
- The Priest of Bloodshed (2012)
- Digital Dynasty 23 (2013)
- Flawless Victory (2014)
- Savor the Kill (2020)